# مانوئل فیشنالر
مانوئل فیشنالر (انگلیسی: Manuel Fischnaller؛ زادهٔ ۲۰ ژوئیهٔ ۱۹۹۱) بازیکن فوتبال اهل ایتالیا است.
از باشگاه‌هایی که در آن بازی کرده‌است می‌توان به باشگاه فوتبال یوونتوس، باشگاه فوتبال رجینا، و باشگاه فوتبال آلساندریا اشاره کرد.
وی همچنین در تیم ملی فوتبال زیر ۲۰ سال ایتالیا بازی کرده‌است.